# Howard Cooke
Sir Howard Cooke, né le 13 novembre 1915 à Saint James en Jamaïque et décédé le 11 juillet 2014 à Kingston, est un ancien gouverneur général de la Jamaïque, du 1er août 1991 au 15 février 2006. Il est le quatrième gouverneur général de ce pays depuis l'indépendance en 1962.

## Voir Aussi
- Gouverneur général de la Jamaïque